# توراكا (إيطاليا)
توراكا هي كومونا في مقاطعة ساليرنو في منطقة كامبانيا في جنوب غرب إيطاليا.

## التاريخ

### مدينة ال LED
في عام 2007 ، أنفقت المدينة 280،000 يورو لتحويل جميع مصابيح الشوارع البالغ عددها 700 إلى تقنية LED - وهي الأولى من نوعها في أوروبا - وبالتالي خفضت تكاليف الطاقة والصيانة بنسبة 70٪. ولهذا السبب ، حصلت المدينة على جائزة كيوتو 2007. وأشارت الصحف إلى توراكا باسم "مدينة LED"

## جغرافيا
تقع المدينة في جنوب سيلينتو ، على بعد بضعة كيلومترات من سابري وماراتيا وبالقرب من حدود كامبانيا مع بازيليكاتا. بعض البلديات المحيطة هي كاساليتو سبارتانو وسابري وتورتوريلا وفيبوناتي.

## روابط خارجية
- باللغة الإيطالية Municipal website of Torraca